# Blood Sugar Sex Magik
Blood Sugar Sex Magik (nogen gange skrevet BloodSugarSexMagik og forkortet BSSM) er det femte album fra rockbandet Red Hot Chili Peppers udgivet i september 1991 gennem Warner Music Group. Albummet blev skrevet og indspillet i et palæ i Laurel Canyon som nu er ejet af musikproduceren Rick Rubin og nu også kendt som Damie Mathematique of Philosophical Sound Research 

## Numre
Alle numrene er skrevet af Anthony Kiedis, Flea (Michael Balzary), John Frusciante og Chad Smith med mindre andet står noteret. 
1. "The Power of Equality" – 4:03
2. "If You Have to Ask" – 3:37
3. "Breaking the Girl" – 4:55
4. "Funky Monks" – 5:23
5. "Suck My Kiss" – 3:37
6. "I Could Have Lied" – 4:04
7. "Mellowship Slinky in B Major" – 4:00
8. "The Righteous and the Wicked" – 4:08
9. "Give It Away" – 4:43
10. "Blood Sugar Sex Magik" – 4:31
11. "Under the Bridge" – 4:24
12. "Naked in the Rain" – 4:26
13. "Apache Rose Peacock" – 4:42
14. "The Greeting Song" – 3:14
15. "My Lovely Man" – 4:39
16. "Sir Psycho Sexy" – 8:17
17. "They're Red Hot" (Robert Johnson) – 1:11

## Musikere
- Anthony Kiedis – Vokal, perkussion
- John Frusciante – Guitar, baggrundsvokal
- Michael "Flea" Balzary – Bas, trompet, baggrundsvokal, klaver, perkussion
- Chad Smith – Trommer, perkussion

## Placering på hitlister

### Album
| År   | Hitliste      | Placering |
| ---- | ------------- | --------- |
| 1992 | Billboard 200 | #3        |

### Singler
| År   | Single              | Hitliste               | Placering |
| ---- | ------------------- | ---------------------- | --------- |
| 1991 | "Give It Away"      | Modern Rock Tracks     | #1        |
| 1992 | "Give It Away"      | The Billboard Hot 100  | #2        |
| 1992 | "Under the Bridge"  | The Billboard Hot 100  | #2        |
| 1992 | "Under the Bridge"  | Mainstream Rock Tracks | #2        |
| 1992 | "Under the Bridge"  | Modern Rock Tracks     | #6        |
| 1992 | "Breaking the Girl" | Mainstream Rock Tracks | #15       |
| 1992 | "Breaking the Girl" | Modern Rock Tracks     | #19       |
| 1992 | "Suck My Kiss"      | Modern Rock Tracks     | #15       |